# 池花町
池花町（いけはなちょう）は、愛知県名古屋市北区の地名。丁番を持たない単独町名である。住居表示未実施。

## 地理
名古屋市北区の北部に位置する。東は三軒町・西は若鶴町・南は楠・北は如意に接する。名古屋市立楠小学校・あいち銀行楠町中央支店が所在する。

## 歴史

### 町名の由来
町名は、旧字名の池下と花ノ木を合わせてつけられた。

### 沿革
- 1978年（昭和53年）8月27日 - 北区楠町如意（字井堀・三軒家・堀田・花ノ木・池下・池堤の各一部）・楠町味鋺（字堂ず前・西堂ず前の各一部）の各一部により成立[3][1]。

## 世帯数と人口
2022年（令和4年）1月1日現在の世帯数と人口は以下の通りである。
| 町丁   | 世帯数  | 人口  |
| ------ | ------- | ----- |
| 池花町 | 299世帯 | 696人 |

### 人口の変遷
国勢調査による人口の推移
| 1980年（昭和55年） | 406人 | [ 4 ]      |  |
| 1985年（昭和60年） | 425人 | [ 5 ]      |  |
| 1990年（平成2年）  | 483人 | [ 6 ]      |  |
| 1995年（平成7年）  | 502人 | [ 7 ]      |  |
| 2000年（平成12年） | 516人 | [ WEB 6 ]  |  |
| 2005年（平成17年） | 591人 | [ WEB 7 ]  |  |
| 2010年（平成22年） | 666人 | [ WEB 8 ]  |  |
| 2015年（平成27年） | 690人 | [ WEB 9 ]  |  |
| 2020年（令和2年）  | 682人 | [ WEB 10 ] |  |

## 学区
市立小・中学校に通う場合、学校等は以下の通りとなる。また、公立高等学校に通う場合の学区は以下の通りとなる。
| 番・番地等 | 小学校             | 中学校             | 高等学校 |
| ---------- | ------------------ | ------------------ | -------- |
| 全域       | 名古屋市立楠小学校 | 名古屋市立楠中学校 | 尾張学区 |

## 交通

### 道路
- 国道302号（名古屋環状2号線）（名古屋第二環状自動車道）
- 愛知県道161号名古屋豊山稲沢線

### 鉄道
- JR東海交通事業城北線 - 町内を東西に通過するが駅はない。

### 路線バス
- 名古屋市営バス「池花町」停留所北行[WEB 13]
  - ■幹栄1号系統 如意住宅
  - □曽根13号系統 如意車庫前・喜惣治一丁目
  - □楠巡回系統 如意車庫前

## 施設
- 名古屋市立楠小学校[WEB 14]
- あいち銀行楠町中央支店[WEB 15]

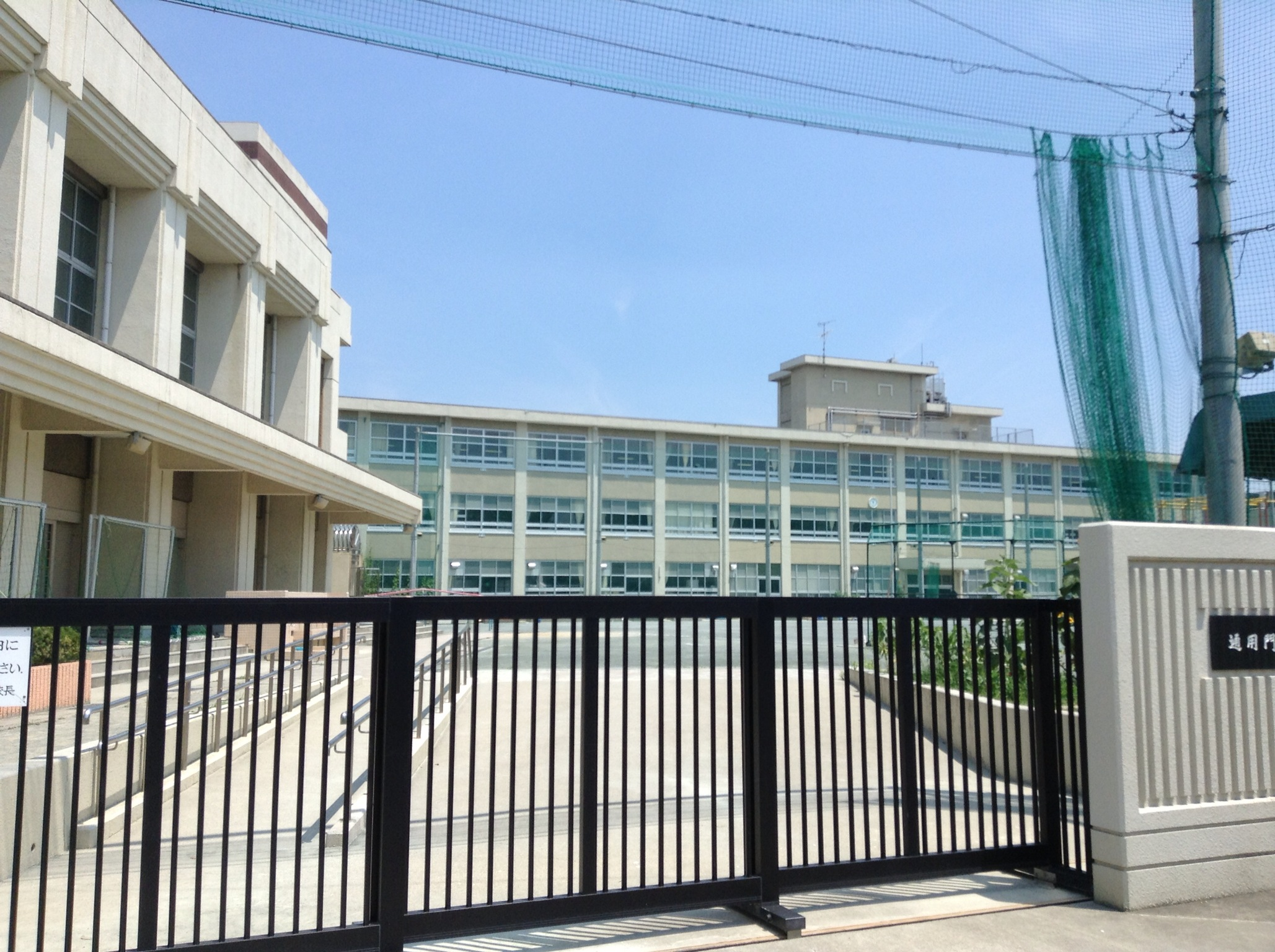
名古屋市立楠小学校（2013年7月）

## その他

### 日本郵便
- 郵便番号 : 462-0005[WEB 3]（集配局：名古屋北郵便局[WEB 16]）。

### WEB
1. ↑  “愛知県名古屋市北区の町丁・字一覧”.   人口統計ラボ. 2017年10月7日閲覧。
2. 1 2  “町・丁目(大字)別、年齢(10歳階級)別公簿人口(全市・区別)”.   名古屋市. 2022年3月31日閲覧。
3. 1 2  “郵便番号”.  日本郵便. 2019年1月6日閲覧。
4. ↑  “市外局番の一覧”.   総務省. 2019年1月6日閲覧。
5. ↑  名古屋市役所市民経済局地域振興部住民課町名表示係 (2015年10月21日). “北区の町名一覧”.   名古屋市. 2017年10月7日閲覧。
6. ↑  名古屋市役所総務局企画部統計課統計係 (2005年7月1日). “（刊行物）名古屋の町(大字)・丁目別人口 (平成12年国勢調査) 北区” (xls). 2017年10月8日閲覧。
7. ↑  名古屋市役所総務局企画部統計課統計係 (2007年6月29日). “平成17年国勢調査　名古屋の町(大字)別・年齢別人口 北区” (xls). 2017年10月8日閲覧。
8. ↑  名古屋市役所総務局企画部統計課統計係 (2012年6月29日). “平成22年国勢調査　名古屋の町(大字)別・年齢別人口 北区” (xls). 2017年10月8日閲覧。
9. ↑  名古屋市役所総務局企画部統計課統計係 (2017年7月7日). “平成27年国勢調査　名古屋の町(大字)別・年齢別人口” (xls). 2017年10月8日閲覧。
10. ↑  “データセット情報 国勢調査 / 令和２年国勢調査 / 小地域集計　（主な内容：基本単位区別，町丁・字別人口など） 23：愛知県”.   独立行政法人統計センター. 2022年3月31日閲覧。
11. ↑  “市立小・中学校の通学区域一覧”.   名古屋市 (2018年11月10日). 2019年1月14日閲覧。
12. ↑  “平成29年度以降の愛知県公立高等学校（全日制課程）入学者選抜における通学区域並びに群及びグループ分け案について”.   愛知県教育委員会 (2015年2月16日). 2019年1月14日閲覧。
13. ↑  “池花町”.   名古屋市交通局. 2018年9月20日閲覧。
14. ↑  “学校紹介”.   名古屋市立楠小学校. 2018年9月20日閲覧。
15. ↑  “楠町中央支店”.   あいち銀行. 2025年1月6日閲覧。
16. ↑  郵便番号簿 平成29年度版 - 日本郵便. 2019年01月06日閲覧 (PDF)

### 文献
1. 1 2  名古屋市北区役所市民室 1979, p. 53.
2. 1 2 3  『アトラスRDX東海A5』アトラス社、2008年3月、36頁。
3. 1 2  「角川日本地名大辞典」編纂委員会 1989, p. 136.
4. ↑  名古屋市総務局統計課 1981, p. 28.
5. ↑  名古屋市総務局統計課 1986, p. 32.
6. ↑  名古屋市総務局企画部統計課 1991, p. 14.
7. ↑  名古屋市総務局企画部統計課 1996, p. 39.

### 統計資料
- 名古屋市総務局統計課 編『昭和55年国勢調査 名古屋の町・丁目別人口（昭和55年10月1日現在）』名古屋市役所、1981年。
- 名古屋市総務局統計課 編『昭和60年国勢調査 名古屋の町・丁目別人口（昭和60年10月1日現在）』名古屋市役所、1986年。
- 名古屋市総務局企画部統計課 編『平成2年国勢調査 名古屋の町（大字）別・年齢別人口（平成2年10月1日現在）』名古屋市役所、1994年。全国書誌番号:94045412。
- 名古屋市総務局企画部統計課 編『平成7年国勢調査 名古屋の町（大字）・丁目別人口（平成7年10月1日現在）』名古屋市役所、1996年。全国書誌番号:96059807。